# Дзорагюх (Арагацотнская область)
Дзорагюх (арм. Ձորագյուղ) — село в Арагацотнской области Армении.

## География
Село расположено в западной части марза, на расстоянии приблизительно 41 километра (по прямой) к северо-западу от города Аштарак, административного центра области. Абсолютная высота — 1873 метров над уровнем моря.
Климат
Климат характеризуется как умеренно холодный, влажный (Dfb в классификации климатов Кёппена). Среднегодовая температура воздуха составляет 5,2 °C. Средняя температура самого холодного месяца (января) составляет −8,4 °С, самого жаркого месяца (августа) — 17,4 °С. Расчётная многолетняя норма атмосферных осадков — 480 мм. Наибольшее количество осадков выпадает в мае (84 мм).

## Население
По данным «Сборника сведений о Кавказе» за 1880 год в селе Пир-Тикян Эчмиадзинского уезда по сведениям 1873 года было 8 дворов и проживало 65 азербайджанцев (указаны как «татары»), которые были шиитами.
По данным Кавказского календаря на 1912 год, в селе Пиртикян Эчмиадзинского уезда проживало 153 человека, в основном азербайджанцев, указанных как «татары».
| Год переписи | Население          | Население          | Население          | Население            | Население            | Население            |
| Год переписи | Наличное население | Наличное население | Наличное население | Постоянное население | Постоянное население | Постоянное население |
| Год переписи | Всего              | Мужчины            | Женщины            | Всего                | Мужчины              | Женщины              |
| ------------ | ------------------ | ------------------ | ------------------ | -------------------- | -------------------- | -------------------- |
| 2001         | 8                  | 4                  | 4                  | 10                   | 5                    | 5                    |
| 2011         | 12                 | 4                  | 8                  | 14                   | 6                    | 8                    |